# Рысаи
Рысаи — деревня в Селтинском районе Удмуртской Республики России.

## География
Деревня находится в западной части республики, в зоне хвойно-широколиственных лесов, на расстоянии примерно 27 километров (по прямой) к северо-западу от села Селты, административного центра района. Абсолютная высота — 135 метров над уровнем моря.

### Климат
Климат характеризуется как умеренно континентальный, с продолжительной холодной многоснежной зимой и относительно коротким тёплым летом. Средняя температура воздуха самого тёплого месяца (июля) — 18,2 °C (абсолютный максимум — 38 °C); самого холодного (января) — −14,5 °C (абсолютный минимум — −48 °C). Безморозный период длится около 124 дней. Среднегодовое количество атмосферных осадков составляет 520 мм, из которых 370 мм выпадает в период с апреля по октябрь. Снежный покров образуется в первой декаде ноября и держится в течение 160—165 дней.

### Часовой пояс
Деревня Рысаи, как и вся Удмуртская Республика, находится в часовой зоне МСК+1. Смещение применяемого времени относительно UTC составляет +4:00.

## Население
| 2010 | 2012 |
| ---- | ---- |
| 66   | ↘57  |

### Национальный состав
Согласно результатам переписи 2002 года, в национальной структуре населения удмурты составляли 95 % из 92 чел.